# Уркуйо, Франсиско
Франсиско Альберто Уркуйо Мальяньос (исп. Francisco Alberto Urcuyo Maliaños; 30 июля 1915, Ривас — 14 сентября 2001, Манагуа) — никарагуанский врач, политический и государственный деятель времён правления Анастасио Сомосы. В течение 43 часов 17 июля—18 июля 1979 года, после бегства Сомосы, исполнял обязанности президента Никарагуа. Вслед за Сомосой был свергнут Сандинистской революцией. Вернулся в Никарагуа после поражения сандинистов на выборах 1990 года.

## Врач и политик
Родился в семье никарагуанского среднего класса. Медицинское образование получил в Национальном автономном университете Мексики. Работал хирургом, пользовался авторитетом и уважением как квалифицированный врач. Был известен активным участием в помощи жертвам наводнения в департаменте Ривас в 1960.
Политически Франсиско Уркуйо был сторонником династии Сомоса. Состоял в правящей Либеральной националистической партии. Дважды занимал пост министра здравоохранения. В 1967—1972 был вице-президентом Никарагуа. После выборов 1974 занял пост председателя никарагуанского парламента. Поддерживал политику Анастасио Сомосы Дебайле.

## Президент на 43 часа
С начала 1960-х леворадикальный Сандинистский фронт национального освобождения (СФНО) вёл вооружённую борьбу против режима Сомосы. Весной 1979 года командование СФНО объявило последнее наступление. Американская администрация Джимми Картера фактически отказала Сомосе в поддержке. К середине июля повстанцы СФНО взяли под контроль почти всю территорию страны и окружили столицу Манагуа.
17 июля 1979 Анастасио Сомоса подал в отставку и вылетел из Никарагуа в США. Согласно конституции, в исполнение обязанностей главы государства вступил председатель парламента Франсиско Уркуйо. Будучи убеждённым правым антикоммунистом, он, однако, не имел отношения к репрессиям и мог рассчитывать на поддержку населения. Уркуйо заявил, что останется президентом до 1981 — когда истекал конституционный срок предшественника. Он призвал все политические силы (прежде всего сандинистов) прекратить вооружённое насилие и дал понять, что готов провести реформы.
Неожиданностью для Франсиско Уркуйо стало полное отсутствие какой-либо политической поддержки. Жёсткое давление на него оказывал посол США в Никарагуа Лоуренс Пеццуло. Он требовал немедленной передачи власти представителям левоцентристской оппозиции при посредничестве католической церкви. 17 июля в коста-риканской столице Сан-Хосе встретились министры иностранных дел стран Андского пакта. Они также призвали Уркуйо осуществить передачу власти, отметив, что в этом содержится для него единственный смысл пребывания у власти. К этому призыву присоединился даже Сомоса, позвонивший Уркуйо и попросивший его уйти в отставку — иначе Уоррен Кристофер, в то время заместитель госсекретаря США Сайруса Вэнса, грозит выдать его сандинистам (впоследствии Сомоса вылетел из США в Гватемалу, где его принял Марио Сандоваль Аларкон, оттуда в Парагвай к Альфредо Стресснеру, где и был убит сандинистами в 1980).
18 июля командующий Национальной гвардией генерал Федерико Мехиа (днём раньше призвавший своих бойцов защищать нового законного президента) рекомендовал Франсиско Уркуйо отказаться от поста. К этому генерала побудили телефонные переговоры с сандинистами об условиях капитуляции. После этого у президента Уркуйо не осталось иного выхода.
Уркуйо объявил о своей отставке и передал знаки президентской власти архиепископу Мигелю Обандо-и-Браво. Затем он вылетел в Гватемалу. 43-часовое правление Уркуйо закончилось. На следующий день войска СФНО вошли в Манагуа. К власти пришла Правительственная хунта национальной реконструкции.

## В эмиграции
13 лет Франсиско Уркуйо прожил в эмиграции. В никарагуанской гражданской войне 1980-х участия не принимал. Относительно своего президентства он говорил, что не представлял политического расклада, иначе не принял бы поста.
Уркуйо написал несколько книг, в которых резко критиковал политику сандинистов и администрацию Картера, «подыгравшую коммунистам» (в этих оценках Уркуйо сходился с Сомосой). Но при этом он отмечал, что выдвижение Сомосы в президенты после никарагуанского землетрясения 1972 года, сильно подорвавшего авторитет режима, было ошибкой правящей партии.

## Возвращение и кончина
Гражданская война в Никарагуа завершилась политическим урегулированием 1988 года. В 1990 были проведены свободные выборы, на которых СФНО потерпел поражение и перешёл в оппозицию. После этого Франсиско Уркуйо возвратился в Никарагуа.
Последнее десятилетие Франсиско Уркуйо прожил скромной частной жизнью. Никакого участия в политике он не принимал. Скончался в возрасте 86 лет.
Именем Франсиско Уркуйо названы больница в Мехико (Мексика) и улица в Монтевидео (Уругвай).
Франсиско Уркуйо был женат, имел четырёх сыновей.

## Финансовые претензии внука
В США проживает Луис Уркуйо — внук Франсиско Уркуйо. На протяжении ряда лет Луис Уркуйо занимается поиском личных средств деда, пропавших со счёта в Citibank и, по мнению Уркуйо-младшего, присвоенных сандинистским режимом. Соответствующий запрос Луис Уркуйо направил конгрессмену от штата Флорида Илеане Рос-Лейтинен. Сумма составляет 64285 долларов 71 цент. По словам Луиса Уркуйо, эти деньги его дед выиграл в лотерею.